# UNOSAT (satélite)
O UNOSAT foi o primeiro nanossatélite de aplicações científicas brasileiro, projetado, desenvolvido, construído e testado por pesquisadores e estudantes trabalhando na Universidade Norte do Paraná (Unopar).

## Características
O objetivo primário do UNOSAT era transmitir mensagens de voz e um pacote de dados de telemetria em protocolo AX25.
O satélite científico UNOSAT possuia as seguintes características:

### Gerais
- Formato: paralelepípedo com 46 x 25 x 8,5 cm
- Massa: 8,83 kg
- Órbita: heliossícrona
- Estabilização: por rotação a 120 rpm
- Precisão: 1 grau
- Altitude: 750 km

### Carga útil
A instrumentação embarcada no UNOSAT era basicamente composta por: coletores de dados e transmissores.
Os seguintes dados seriam transmitidos para terra:
- Mensagem em voz identificando o satélite
- Telemetria
- Temperatura dos painéis solares
- Temperaturas das baterias recarregáveis
- Temperatura do transmissor e do computador de bordo
- Tensão das baterias
- Aceleração centrípeta

## Missão
Como o UNOSAT estava previsto para ser lançado como carga útil secundária junto com o satélite SATEC e seria impossível para o lançador colocá-los em órbitas distintas, ambos os satélites foram ligados mecanicamente, embora houvesse autonomia elétrica e de telemetria entre os dois. Esse satélite, foi perdido na explosão do veículo lançador VLS-1 V3, em 23 de Agosto de 2003 numa explosão, três dias antes da data prevista para o lançamento. Esse evento veio a ficar conhecido como Acidente de Alcântara.